# Batoul S'Himi
Batoul S'Himi (Assila, 1974) è un'artista francese di origine marocchina.

## Biografia
Batoul S'Himi vive e lavora a Martil.
Si è laureata presso l'Istituto Nazionale di Belle Arti di Tetouan, nel 1998.
Nel 2005 è stata cofondatrice dello Spazio 150 x295 cm. a Martil con Faouzi Laatiris.
Molti suoi lavori consistono nel rielaborare oggetti di uso quotidiano per proporre un nuovo senso di azione trasformativa della realtà sociale. Il suo lavoro interroga le convenzioni sociali, in particolare la relazione della donna nello spazio domestico.
Ha partecipato ad alcune mostre come all'appartement 22 (Rabat), il Museo delle Arti decorative (Parigi), Dak'art Biennale di Arte Contemporanea Africana (Dakar), al FRAC-PACA (Marsiglia) e al FRAC Corsica collezioni pubbliche.

## Esposizioni
2010
- Biennale d'Arte Marrakech / Istanbul / Atene
- AIM Biennale di Marrakech, Palazzo Bahia, Marrakech, Marocco

2009
- FIAC Algeri, MAMA, Algeri 2009
- "Looking Inside Out" Kunstnernnes Hus, Oslo

2008
- Prima Biennale di Bruxelles
- "Pressione del mondo," L'appartement 22, Rabat
- "Arte al femminile" MAMA, Algeri

2005
- "Complicità", residenza in appartamento L'22, Rabat, con Faouzi Laatiri

2002
- Dak'Art 2002, Biennale di Dakar
- "H + m = 10" Centro Culturale Warende, Belgio